# Naturschutzgebiet Holzbachaue
Das Naturschutzgebiet Holzbachaue erstreckt sich entlang der Holzbachstraße zwischen der Bundesautobahn 4 bis kurz vor Mittelbech im Ortsteil Steinenbrück in der Stadt Overath im Rheinisch-Bergischen Kreis.

## Beschreibung
Das Naturschutzgebiet umfasst die Aue des Holzbachs, die ein sehr gut entwickeltes und artenreiches Nass- und Feuchtgrünland mit Hochstaudenfluren aufweist.

## Schutzzwecke
Die Schutzausweisung erfolgt zur Erhaltung und Entwicklung eines artenreichen Nass- 
und Feuchtgrünlandes. Dabei handelt es sich um
- die Sicherung der Funktion als Biotopverbundfläche von besonderer Bedeutung,
- die Erhaltung und Entwicklung des Bachlaufes und
- die Erhaltung und Entwicklung des extensiv genutzten, teils sehr artenreichen Nass- und Feuchtgrünlandes.[1]